# 矢野七海
矢野 七海（やの ななみ、1997年1月9日 - ）は、日本の女優である。広島県出身。

## 出演

### 舞台・ミュージカル
- 葉っぱのフレディ〜いのちの旅〜（2005年） - フレディ 役
- 葉っぱのフレディ〜いのちの旅〜（2006年） - フレディ 役
- カーネギーの日本人（2007年）
- 葉っぱのフレディ〜いのちの旅〜（2008年） - ダニエル 役
- リトルプリンス（2009年） - 王子様 役